# توکایان
توکاها پرندگانی گنجشک‌سان هستند که تیره توکایان (نام علمی: turdidae) را تشکیل می‌دهند. این تیره تشکیل‌یافته از پرندگانی کوچک و متوسط و غالباً آوازه‌خوان است که از حشرات نرم‌تن و میوه‌هایی چون تمشک تغذیه می‌کنند.

## سرده‌ها
تیره: TURDIDAE
- سرده توکای حقیقی
- سرده Platycichla
- سرده  Nesocichla
- سرده  Cichlherminia
- سرده توکای کاردک
- سرده توکای آسیایی
- سرده Geokichla
- سرده توکای کاثاروس
- سرده Hylocichla
- سرده Ridgwayia
- سرده Ixoreus
- سرده  Cataponera
- سرده گراندالای آبی
- سرده کبودمرغ
- سرده گراندالای آبی
- سرده  Cichlopsis
- سرده Entomodestes
- سرده Myadestes
- سرده Neocossyphus
- سرده Cochoa
- سرده  Chlamydochaera
- سرده Alethe
- سرده Pseudalethe)